# Vice caporale
Il grado di vice caporale (vice-caporale, vicecaporale o sottocaporale; in inglese: lance corporal, termine derivato  da lancepesade, a sua volta adattamento di lancia spezzata, ruolo dei veterani nelle milizie di ventura rinascimentali) è, in varie forze armate mondiali, il primo grado dei militari di truppa inferiore a quello di caporale. In ambito NATO, secondo lo STANAG 2116, è comparato ai gradi classificati come OR-3 dalle varie nazioni aderenti al Patto Atlantico.

## Etimologia e storia
Venivano definiti con il termine lancia spezzata quei cavalieri ai quali, durante la battaglia, essendo morto il cavallo, spezzavano verso il calcio le loro lance per poterle maneggiare a piedi, andando successivamente a porsi alla testa della fanteria.
Si iniziò quindi a chiamare lancia spezzata ogni soldato più ardito, e particolarmente quello che per virtù e fede non comuni, era chiamato ad assistere la persona del Principe.
Nel secolo XVI e nel XVII si chiamavano lance spezzate i soldati scelti, sia di fanteria sia di cavalleria, che coadiuvavano i caporali e talvolta i sergenti nei loro vari doveri.
Lancia spezzata era anche il nome di varie milizie al servizio di sovrani o personaggi di alto rango.

## Australia e Nuova Zelanda
Lance corporal è il più basso grado dei sottufficiali nell'Esercito australiano e in quello neozelandese, compreso fra quello di caporale e quello di soldato semplice. È l'unico grado di truppa che deriva da un incarico specifico e non da una promozione; questo rende più facile essere degradati.
Un lance corporal è, di solito, il secondo in comando di una sezione (corrispondente ad una squadra, unità della quale controlla il gruppo di fuoco. Nell'artiglieria, il grado è conosciuto come lance bombardier. Non c'è un equivalente nei ranghi dell'Aeronautica e della Marina australiane.
L'insegna è un singolo baffo di gallone con la punta verso il basso, indossato sulle maniche a livello dell'omero o sulle controspalline.
In Australia, i lance corporal sono comunemente soprannominati "lance jack".

## Regno Unito

Distintivo di grado britannica per Lance corporal.

Lance corporal (abbr. LCpl o precedentemente L/Cpl) è il più basso grado dei sottufficiali del British Army e dei Royal Marines, tra private e corporal (classificato come OR3 dalla NATO). Il distintivo di grado è un baffo di gallone indossato su entrambe le maniche o su un tubulare nella parte anteriore della uniforme da combattimento modello "Combat Soldier 95" (sebbene i lance corporal di Guardia a piedi, Onorata Compagnia d'Artiglieria, 1° Dragoni delle Guardie della Regina e Ussari Reali della Regina indossano due baffi di gallone e nella Household Cavalry due baffi di gallone sormontati dalla corona). Il Royal Artillery usa invece il termine lance-bombardier. La denominazione '"uomo scelto", utilizzata durante la guerre napoleoniche, fu un precursore del grado. Soprannome comune per un caporale è "lancer jack". I lance corporal sono comunemente indicati semplicemente come "corporal".
Fino al 1961, lance corporal non era un grado vero e propri ma solamente una qualifica, concessa al soldato (private) che svolgeva compiti da sottufficiale, che poteva essere tolta dal comandante del soldato mentre un caporale poteva essere retrocesso di grado solamente dalla corte marziale. Fino al 1920, il Royal Engineers e l'Army Ordnance Corps utilizzarono anche il grado simile di secondo caporale, che era sostanzialmente un grado (indossavano un gallone); il grado di Bombardier della Royal Artillery è equivalente a caporale, mentre Lance Bombardier corrisponde al grado di Lance corporal. 
Nella fanteria, un lance corporal di solito è il secondo in comando di una sezione e comandante di una squadra di fuoco. È anche un grado comunemente usato da specialisti quali furieri, autieri, segnalatori, mitraglieri e mortaisti. Nella Royal Military Police sono tutti promossi a lance corporal dopo il completamento della formazione di base.
Il 1º aprile 2010, il grado di lance corporal è stato introdotto nel Reggimento della RAF, anche se non è utilizzato da altri rami della Royal Air Force.

## Stati Uniti d'America

### Corpo dei Marine

Distintivo da braccio per lance corporal (USMC).

Lance corporal (LCpl) è il terzo rango dei graduati di truppa per ordine di anzianità nello US Marine Corps, appena sopra private first class e al di sotto corporal. Non è un sottufficiale (non-commissioned officer). Nel Corpo dei Marine, chiamare un lance corporal semplicemente "corporal" è considerato irrispettoso per entrambi i gradi.
Lo USMC è l'unica componente delle forze armate degli Stati Uniti ad avere attualmente i lance corporal. Un lance corporal si avvale un punteggio combinato per essere promosso a corporal.
Fin dai primi anni di istituzione del Corpo, tra le sue file erano di uso comune i gradi di lance corporal e lance sergeant. Alcuni Marines furono nominati provvisoriamente dal rango immediatamente inferiore a quello superiore, ma continuando a percepire la paga del grado inferiore. Quando la struttura dei gradi fu maggiormente definita, il grado di lance sergeant cadde in disuso, con il solo grado di lance corporal in servizio nel Corpo negli anni trenta del XX secolo, tuttavia questo grado non ufficiale divenne ridondante quando nel 1917 fu istituito quello di private first class. Prima della seconda guerra mondiale cadde in disuso per essere definitivamente ristabilito in modo assoluto con la ristrutturazione dei gradi nel 1958.

### Esercito
L'Esercito degli Stati Uniti ebbe il grado di lance corporal tra il 1965 e il 1968 rappresentato da un gallone con un bilanciere sotto. Tale insegna più tardi divenne nel 1968 quella di private first class e quella precedente di quest'ultimo fu attribuita ai private E-2.

## Stato Pontificio
Piccolo corpo militare inizialmente formato da nobili al diretto ed esclusivo servizio di scorta del romano pontefice che prendeva il nome di Cavalieri della Guardia di Nostro Signore di cui si ha notizia già ai tempi di papa Paolo IV con un numero di componenti che variò nel tempo dagli iniziali 120 a circa una decina, e che nel 1801 confluì nella Guardia nobile istituita da papa Pio VII.

## Stato della Città del Vaticano
Il grado di vice caporale (ted.: Vizekorporal) è il terzo nella gerarchia della Guardia Svizzera Pontificia. È inferiore a caporale e superiore ad alabardiere.

## Ducato di Parma, Piacenza e Guastalla
Il grado di vice-caporale fu presente nell’esercito del Ducato di Parma, Piacenza e Guastalla, superiore a quello di soldato e inferiore a caporale.

## Granducato di Toscana
Nel Granducato di Toscana il vice caporale era un grado del Corpo delle bande compreso tra quello di tamburo/cavalleggero e caporale.

## Sottocaporale
Il grado di sottocaporale fu presente negli ordinamenti del Ducato di Modena, in quello del Regno di Sardegna e in quello dell’Impero austriaco.